# Guioa molliuscula
Espèce
Statut de conservation UICN

 VU D2 : Vulnérable
Guioa molliuscula est une espèce de plantes de la famille des Sapindaceae.

## Publication originale
- Botanische Jahrbücher für Systematik, Pflanzengeschichte und Pflanzengeographie 50: 76. 1913.